# Amfíbrac
L'amfíbrac (en grec "igual dels braços") és un peu mètric de clàusules trisíl·labes, on la central és una síl·laba tònica i les altres dues síl·labes àtones en les mètriques basades en l'accentuació. Quan la mètrica es basa en la distinció de les vocals, la síl·laba central és llarga i les altres breus (de fet aquest és l'origen grec d'aquest peu mètric). Exemples d'amfíbracs en català serien les paraules "llibreta" o "muntanya" o el vers "La núvia tremola com fulla gelada"
Els autors clàssics, com que es basaven en la llargària sil·làbica, podien tenir versos de diferents mides, tret que es va perdre en el pas a la poesia moderna en llengües vernacles. En català, és un ritme freqüent als versos d'Agustí Esclasans i Folch.